# Nationaal park Lake District
Het nationaal park Lake District (Engels: Lake District National Park) (Merengebied) is een nationaal park in het graafschap Cumbria in het noordwesten van Engeland. Het is een van de vijftien nationale parken in het Verenigd Koninkrijk. Het park is 2362 vierkante kilometer groot en werd opgericht in 1951 uit de nalatenschap van Beatrix Potter aan de National Trust. 

Het Lake District is een bergachtige streek. In dit gebied liggen alle toppen van Engeland die hoger zijn dan 900 meter boven zeeniveau. De hoogste, met 978 meter, is Scafell Pike. Sinds juli 2017 staat het gebied op de Unesco-Werelderfgoedlijst.
Het Lake District telt zestien meren, in de meeste gevallen langwerpig van vorm, wat te verklaren valt door het feit dat in de pleistocene ijstijd de rivierdalen door gletsjers tot brede trogdalen werden vervormd. De bekendste meren zijn Windermere (14,7 km²), Coniston Water, Ullswater, Thirlmere, Derwent Water en Bassenthwaite Lake. Ook Buttermere, Crummock Water en Loweswater getuigen van de natuurpracht in Lake District.
Bekende heuvels zijn Coniston Old Man, Scafell, Scafell Pike, Skiddaw, Great Gable, en Helvellyn. De heuvels zijn ruig en geschikt voor lange wandelingen met veel natuurschoon, waarbij men ook moeilijke routes kan kiezen die meer geschikt zijn voor bergbeklimmers. Als het weer omslaat terwijl men daar niet op voorbereid was kan men echter vrij gemakkelijk in gevaarlijke omstandigheden komen te verkeren.
Het klimaat is er erg vochtig: het regent en sneeuwt er veel. Op sommige plaatsen, waar de oceaanwind, verwarmd en bevochtigd door de Golfstroom, tegen de heuvels opwaait en bij het opstijgen en afkoelen zijn vocht verliest, valt per jaar 3000 mm neerslag (Nederland: 700–800 mm). Het landschap is dan ook altijd zeer groen. Koud is het vooral op grotere hoogte, de lagere dalen worden door de Golfstroom beschermd.
Van economisch belang zijn vooral schapenteelt, toerisme en bosbouw.

## Toerisme
Ook toerisme vormt sinds lange tijd een belangrijke economische factor. Toeristische centra zijn vooral de plaatsen Keswick, Grasmere, Windermere, Hawkshead en Ambleside.
De meren verwierven in de Victoriaanse tijd nationale bekendheid door toedoen van de Romantische dichters William Wordsworth (I Wandered Lonely as a Cloud), Samuel Taylor Coleridge (The Rime of the Ancient Mariner) en Robert Southey, allen voor kortere of langere tijd inwoners van het gebied en gezamenlijk wel bekend als de Lake Poets.
Later werd Beatrix Potter, de tekenares en schrijfster van de verhalen met onder andere Peter Rabbit een beroemde inwoonster, wier woning nog in Hawkshead kan worden bezichtigd en wier suikerzoete plaatjes van pluizige diertjes met kleertjes aan nog in iedere souvenirwinkel op porselein en allerlei andere waar te koop zijn. Een attractie gewijd aan het werk van Beatrix Potter is te vinden in Bowness-on-Windermere. De huizen van de dichter William Wordsworth, Dove Cottage en Rydal Mount, en zijn graf zijn te bezichtigen in Grasmere.

## Afbeeldingen

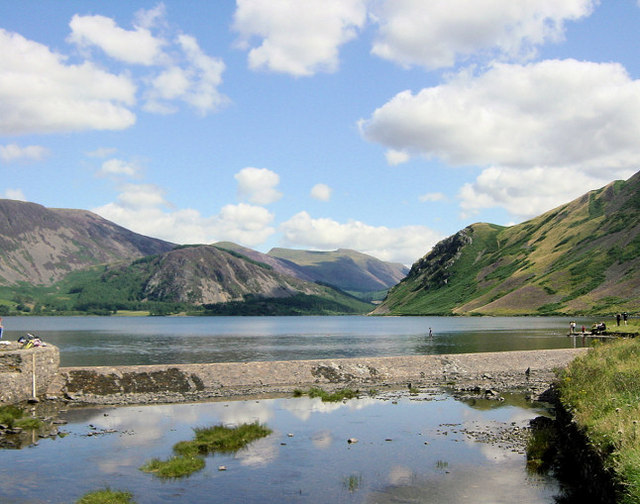
Ennerdale Water
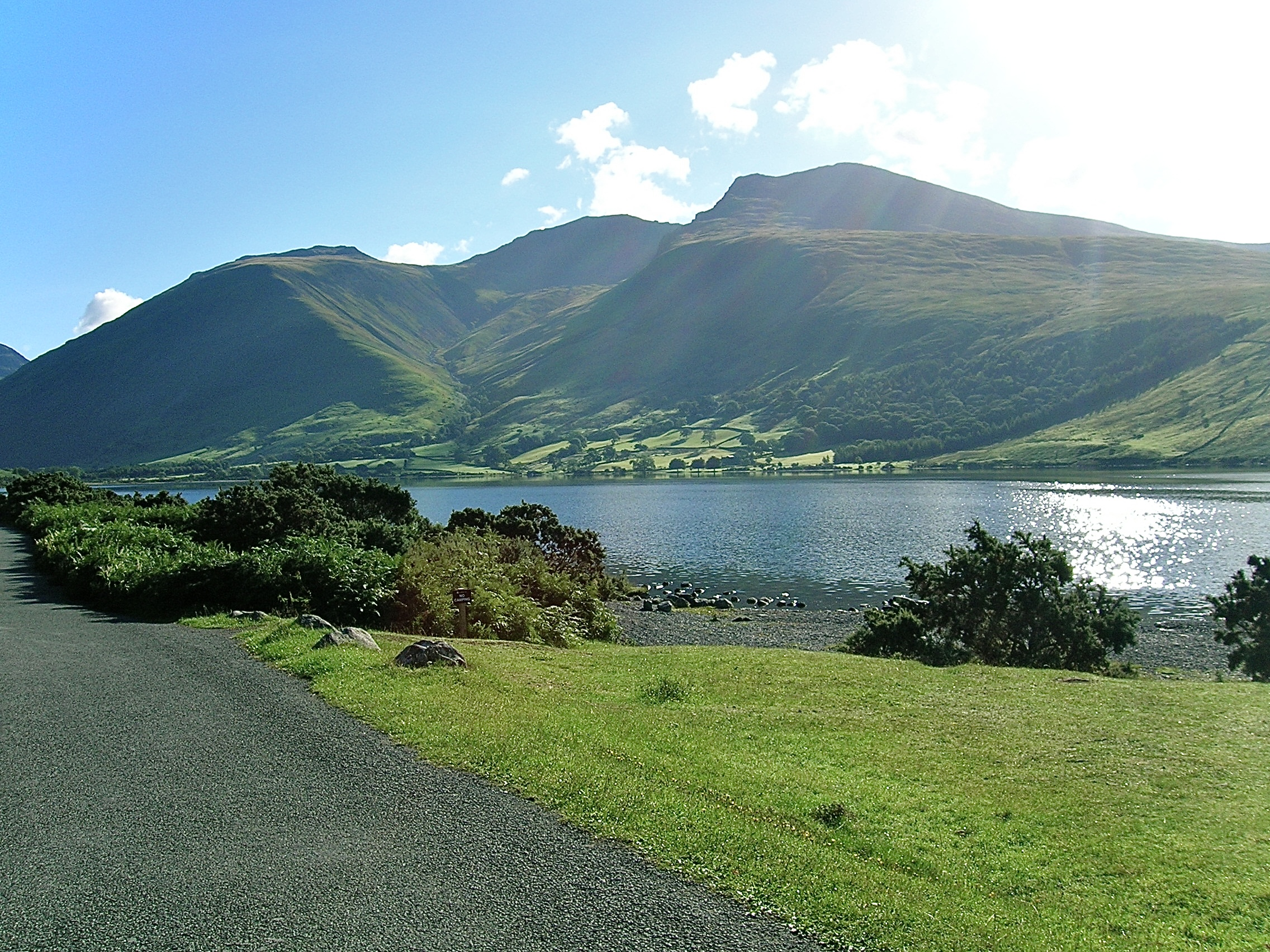
Scafell Pike
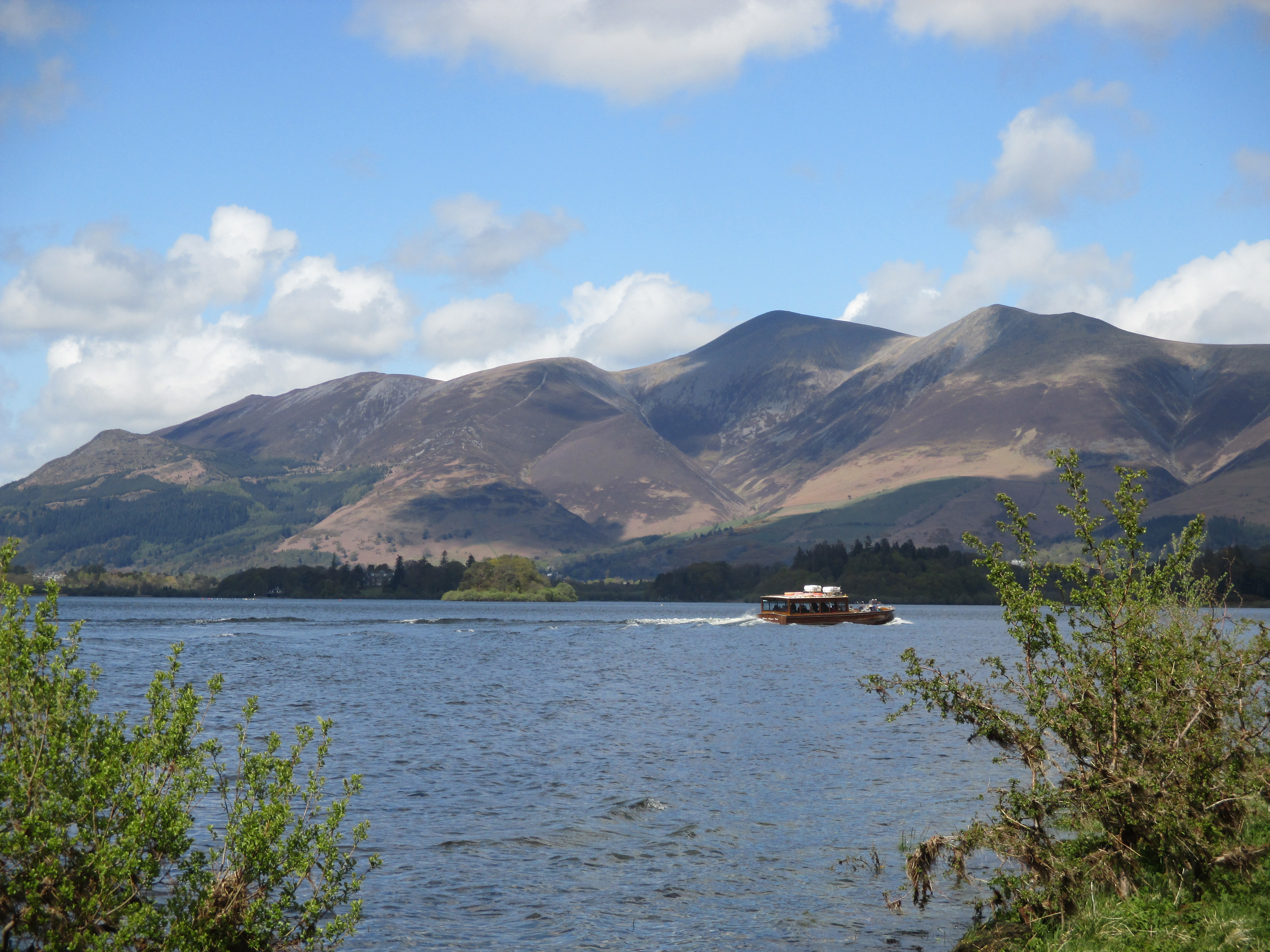
Skiddaw